# Chi sono? Babbo Natale?
Chi sono? Babbo Natale? (Santa Who?) è un  film per la televisione del 2000, diretto da William Dear, con protagonista Leslie Nielsen.

## Trama
Babbo Natale, interpretato da Leslie Nielsen, sta svolgendo il suo solito giro di consegna dei regali quando, a causa di un incidente, cade dalla sua slitta e perde completamente la memoria. Confuso e senza alcuna idea di chi sia, vaga per la città fino a essere trovato da Peter Albright, un giornalista televisivo cinico e scettico sul Natale.
Peter sta cercando uno scoop per il suo servizio natalizio e vede nell’uomo smemorato vestito da Babbo Natale una grande opportunità. Decide di portarlo con sé, cercando di scoprire chi sia realmente. Nel frattempo, Claire Dreyer, la fidanzata di Peter, e suo figlio Zack iniziano a credere che l’uomo possa essere il vero Babbo Natale.
Mentre gli elfi al Polo Nord cercano disperatamente il loro capo scomparso, Babbo Natale inizia a recuperare lentamente la memoria grazie alla gentilezza di Zack e all’atmosfera natalizia. Peter, invece, comincia a riconsiderare il suo scetticismo e a riscoprire il vero spirito del Natale.